# Rimavská Sobota
 Ovo je glavno značenje pojma Rimavská Sobota. Za druga značenja pogledajte Okrug Rimavská Sobota.
Rimavská Sobota (mađ. Rimaszombat, njem. Großsteffelsdorf),  je grad u Banskobistričkom kraju u središnjoj Slovačkoj. Upravno središte Okruga Rimavská Sobota. U povijesnoj regiji Malohont.

## Zemljopis
Grad se je smjestio oko 250 km istočno od Bratislave i oko 100 km od Banske Bistrice. 
Grad se sastoji od 11 dijelova Bakta, Dúžava, Kurinec, Mojín, Nižná Pokoradz,  Rimavská Sobota, Sabová,  Sobôtka, Včelinec, Vinice i Vyšná Pokoradz.

## Povijest
Prvi tragovi naselja na području grada su iz neolitika. Ostala arheološka otkrića datiraju iz brončanog i željeznog doba. Ovo područje naseljavaju Kelti, zatim Slaveni koji su naselili najvjerojatnije u 7. i 8. stoljeću. Stara mađarska plemena došla su početkom 10. stoljeća a naselili u 11. stoljeću. Srednjovjekovni grad je osnovan vjerojatno u drugoj polovici 11. stoljeća.
Prvi pisani zapis o Rimavskoj Soboti je iz 1271. kao Rymoa Zumbota i pripadao je nadbiskupiji Kalocsa, koja je u vlasništvu grada od 1150. do 1340. Tamás Széchenyi iz Transilvanije postaje vlasnik grada 1334. U prvoj polovici 15. stoljeća grad je bio malen i slabo razvije, a ekonomski razvoj prekinut je turskom okupacijom prvo 1553. – 1593. zatim 1596. – 1686. Grad se ponovo počeo razvijati u 18. stoljeću. Od 1850. do 1922. bio je glavni grad Gemer-Malohont (maď. Gömör-Kishont) županije, nakon pridruživanja ovim dvjema županija. Industrija se počela razvijati u 20. stoljeću. 
Nakon raspada Austro-Ugarske, grad je bilo okupiran od strane čehoslovačke vojske u siječnju 1919., mađarska vojska u grad ulazi u svibnju 1919. Čehoslovačka ponovo zauzima grad u srpnju 1919. Nakon prve bečke arbitraže 1938. grad je pripadao Mađarskoj do kraja 1944. kada je pripojen Čehoslovačkoj.

## Stanovništvo
| Godina:     | 1993.  | 2003.   | 2013.   | 2023.    |
| ----------- | ------ | ------- | ------- | -------- |
| Broj ljudi: | 25 293 | 24 810  | 24 322  | 21 341   |
| Razlika:    |        | -1,90 % | -1,96 % | -12,25 % |

| Godina:     | 2022.  | 2023.   |
| ----------- | ------ | ------- |
| Broj ljudi: | 21 527 | 21 341  |
| Razlika:    |        | -0,86 % |

Po popisu stanovništa iz 2001. grad je imao 25.088 stanovnika.

### Etnički sastav
- Slovaci – 59,3 %
- Mađari – 35,3 %
- Romi – 3 %
- Česi – 0,7 %

### Religija
- rimokatolici – 47,84 %
- ateisti – 25,44 %
- protestanti – 10,33 %
- ostali – 5,26 %[6]

## Gradovi prijatelji
- Kolín, Češka
- Świętochłowice, Poljska
- Tiszaújváros, Mađarska
- Salonta, Rumunjska
- Ózd, Mađarska

## Vanjske poveznice
- Službena stranica grada (engl.)
- Službena stranica grada (sl.)

### Ostali projekti
|  | Zajednički poslužitelj ima još gradiva o temi Rimavská Sobota |